# Pézenas
Pézenas é uma comuna francesa na região administrativa de Occitânia, no departamento de Hérault. Estende-se por uma área de 29,56 km². Em 2010 a comuna tinha 8 434 habitantes (densidade: 285,3 hab./km²).